# Воскоїд гімалайський
Воскоїд гімалайський (Indicator xanthonotus) — вид дятлоподібних птахів родини воскоїдових (Indicatoridae).

## Поширення
Вид поширений у горах Південної Азії. Трапляється в Пакистані (можливо, сезонний або випадковий мігрант), Непалі (рідкісний), Індії (Уттар-Прадеш, Гімачал-Прадеш, Сіккім, Аруначал-Прадеш; дуже рідкісний), Бутані (рідкісний), Китаї (рідко на південному сході Тибету) та М'янмі (рідкісний мешканець на півночі). Живе у хвойному та сухому гірському лісі зі скелястими валунами та скелями.

## Опис
Тіло не перевищує 15 см завдовжки. Птахи забарвлені в оливково-коричневий колір з контрастними яскраво-жовтими плямами на лобі та крижах.

## Спосіб життя
Живе у зграях до 20—30 птахів. Живиться бджолиним воском і личинками бджіл та ос. Нападає переважно на вулики Vespa mandarinia та Apis dorsata, але значної шкоди колоніям не завдає. Гніздовий паразит, але невідомо, у гнізда яких птахів підкидає яйця.